# Heliotropium lippioides
Heliotropium lippioides là loài thực vật có hoa trong họ Mồ hôi. Loài này được Krause mô tả khoa học đầu tiên năm 1904.